# پایانه-C

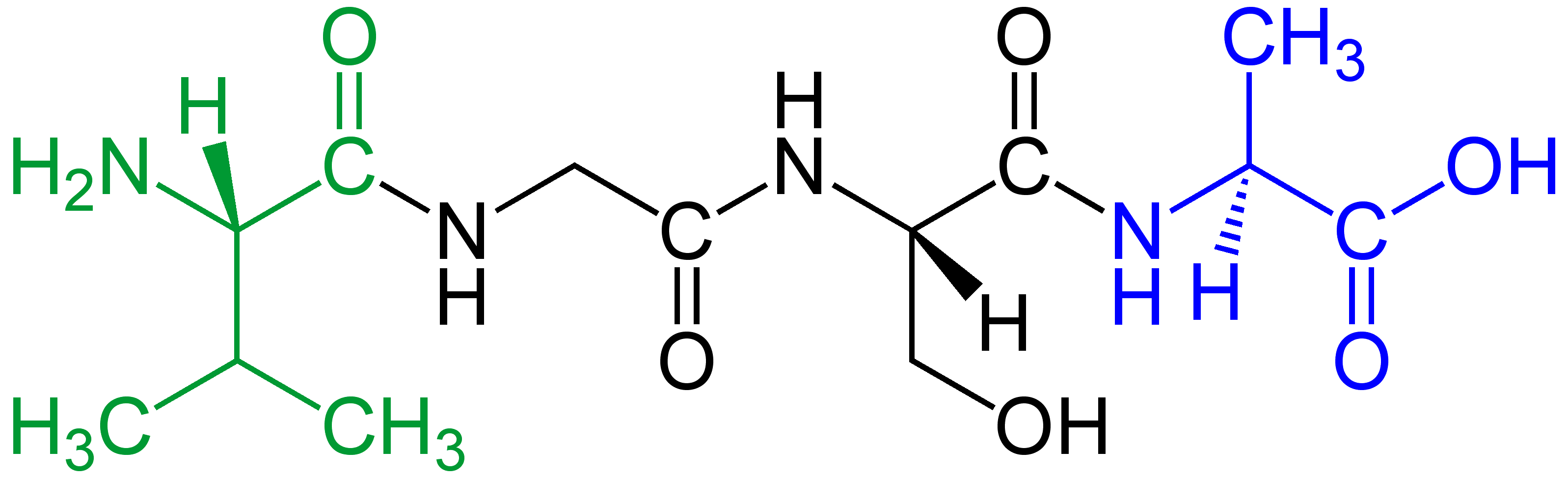
یک تتراپپتید (در این مثال: Val-Gly-Ser-Ala) که در آن پایانه-N آلفا-آمینو اسید (در این مثال:ال-والین) به رنگ سبز و پایانه-C آلفا-آمینو اسید (در این مثال: ال-آلانین) به رنگ آبی نشان داده شده‌است. این تتراپپتید می‌تواند توسط توالی RNA پیام‌رسان ۵'-GUUGGUAGUGCU-'3 رمزگذاری شود.

پایانه-C (که با عنوان ترمینال-C، ترمینال کربوکسیل، پایانه کربوکسیل، ترمینال-COOH و پایانه-COOH نیز شناخته می‌شود) انتهای یک زنجیره آمینو اسیدی (پروتئین یا پلی پپتید) است که یک گروه کربوکسیل (-COOH) آزاد در آن واقع شده‌است. هنگامی که پروتئین از RNA پیام رسان ترجمه می‌شود، از پایانه-N به پایانه-C ایجاد می‌شود. قرارداد نوشتن توالی‌های پپتیدی به این صورت است که پیانه-C در سمت راست قرار داده شود و توالی آمینواسیدها از پایانه-N تا C نوشته شود.